# Hrabstwo Calhoun (Arkansas)

Piramida wieku hrabstwa

Hrabstwo Calhoun (ang. Calhoun County) – hrabstwo w stanie Arkansas w Stanach Zjednoczonych.
Obszar całkowity hrabstwa obejmuje powierzchnię 632,54 mil2 (1 638 km²). Według danych z 2010 r. hrabstwo miało 5 368 mieszkańców. Hrabstwo powstało 6 grudnia 1850.

## Główne drogi
- U.S. Highway 79
- U.S. Highway 167
- U.S. Highway 278
- Highway 160

## Sąsiednie hrabstwa
- Hrabstwo Dallas (północ)
- Hrabstwo Cleveland (północny wschód)
- Hrabstwo Bradley (wschód)
- Hrabstwo Union (południe)
- Hrabstwo Ouachita (zachód)

## Miasta i miejscowości
| - Hampton - Harrell - Thornton - Tinsman |